# ディーテンホーフェン
ディーテンホーフェン（標準ドイツ語: Dietenhofen、アレマン語: Dietehofe）は、ドイツ連邦共和国バイエルン州ミッテルフランケンのアンスバッハ郡に属す市場町。

## 地理
地域的にはシュヴァーベン地方最北端に属し、住民はアレマン語に属するシュヴァーベン語を言語とするアレマン人が西部・南部に多い。また、上部フランケン語（上部ドイツ語）に属する東フランケン語を使用するフランケン人が北部・東部に多い。

### 自治体の構成
この町は、公式には28の地区 (Ort) からなる。このうち小集落や孤立農場などを除く集落を以下に列記する。
| - アーデルマンスドルフ - アンドルフ - ディーテンホーフェン - エーバースドルフ - フリッケンドルフ - ゲッテルドルフ | - ハウノルツホーフェン - ヘルパースドルフ - クラインハーバースドルフ - クラインハスラハ - レオンロート | - ノイドルフ - オーバーシュラウアースバッハ - ゾイバースドルフ - シュトルツミューレ - ヴァルツフェルデン |

ゲッテルドルフ地区のメトラハの荒れ地: メトラハ(Methlach)は、'Mittlere Ache'（中央の小川）に由来する。名前の元になった川は、メトラハの荒れ地から流れ出しているのだが、"t"を2つ連ねた、Mettlachのスペルで表記される。その周辺には、以下の2つのものがある。
- 水車。メトラハミューレ（メトラハの水車）と呼ばれる。1980年代に修復され、現在でも5kWの電力を供給することができる。
- クライルスハイム男爵の煉瓦工場: バロック時代に造られた約6mの深さの泉がある。納屋の西の破風には、20世紀にここの所有者であったアンスバッハのウード・ミュラー＝バルテール博士の紋章が砂岩に刻まれている。扉上の小さな区画には、その妻であるウルズラ・プラールの出身家であるプラール家の紋章が見られる。周囲の森には、中世に設けられたトーテムヴェグと呼ばれる道が通っており、傍らに煉瓦工場の跡がある。建物は21世紀の初めに撤去された。

## 行政

### 議会
ディーテンホーフェンの議会は20議席で、これに首長が加わる。

### 紋章
図柄: 銀地。緑の大地の上で、青い服を着て、金の鞄を持ち、金のブーツを履き、黒い帽子を被って、金のホルンを吹く牧人。

### 友好都市
- チョーラウ （ドイツ ザクセン州アウエ＝シュヴァルツェンベルク郡）
- Flavignac （フランス オート＝ヴィエンヌ県）

## 文化と見所

### スポーツ
地元のスポーツクラブとして、TV 1909 ディーテンホーフェンがある。
アンメルンドルフをスタート地点とするビーバートタール・マラソン大会が毎年1回開催される。この町内のコースは、自転車道や林道を利用した平坦でスピードの出やすい箇所となっている。2回の大きな方向転換を経て、アンメルンドルフ方面へ戻って行く。このマラソン大会では、フルマラソンの他にハーフマラソンと10kmの競技も行われている。

## 経済と社会資本

### 地元企業
- geobra Brandstätter GmbH & Co. KG: 玩具製造
- Herpa Miniaturmodelle GmbH: 飛行機のダイカスト・モデルや自動車の模型の製造メーカー

## 引用
1. ↑  https://www.statistikdaten.bayern.de/genesis/online?operation=result&code=12411-003r&leerzeilen=false&language=de Genesis-Online-Datenbank des Bayerischen Landesamtes für Statistik Tabelle 12411-003r Fortschreibung des Bevölkerungsstandes: Gemeinden, Stichtag (Einwohnerzahlen auf Grundlage des Zensus 2011)
2. ↑  Bayerische Landesbibliothek Online